# Iliá Selvínski
Iliá Selvínski (em russo : Илья Львович Сельвинский) é um poeta soviético, nascido na Crimeia, a 11 de outubro de 1899 em Simferopol, então pertencente à Rússia, morto em 22 de março de 1968 em Moscou.

## Vida
Filho de um peleteiro, Iliá Selvínski teve uma vida movimentada por campanhas militares e também por uma expedição científica ao Ártico. Antes de estudar Direito e Ciências Sociais na Universidade de Moscou, já havia participado das tropas do Exército Vermelho durante a Guerra Civil.
Enquanto estudava exerceu diferentes ofícios, como marinheiro, operário numa usina de conservas, instrutor esportivo e também a mesma profissão de seu pai.
Em 1933-34 parte como correspondente do Pravda na expedição polar de Tchelúskin, nome famoso que batiza hoje o Cabo Tcheliuskin.
No período da II Guerra Mundial, combateu em operações em diversas frentes. 
Fundador do chamado  grupo construtivista de escritores, do qual veio a tornar-se líder em 1924.

## Obra
A poesia de Selvínski, predominantemente narrativa, com utilização constante da língua coloquial, caracterizou-se também por um gosto pela experimentação verbal, o que chegou a criar-lhe dificuldades com os seguidores das normas soviéticas para a literatura. Após a morte do "poeta oficial" da Revolução Russa, Maiakóvski, o poeta não conseguiria mais publicar a parte mais inovadora de sua obra, o que lhe causaria uma certa amargura expressa em poemas como "Estudo alemão, de raiva.", escrito em 1933, em "Cabo Ricárpi", em plena expedição ao Ártico (Tradução Haroldo de Campos e Boris Schnaiderman). No poema traduzido, Selvinski afirma "Não adianta ser Colombo...", indicando um paralelo entre o pioneirismo expedicionário e seu pioneirismo construtivista como poeta.
Afastando-se no decorrer da década de 1930 de suas experiências mais arrojadas, as quais chega a renegar, propõe, no entanto, um dito "Simbolismo Socialista" para substituir o chamado "Realismo socialista" como estética literária oficial.
No final de sua carreira, porém, reelabora e reedita boa parte dos seus poemas da fase arrojada e construtivista de 1920 e 1930.
Apesar do arrojo formal inicial, ao final não abandonado por completo, sua temática não usa de muitas surpresas, em comparação com os poetas de gerações anteriores como Maiakóvski, e inclui retratos de judeus da Crimeia durante a Guerra Civil e descrições de sua terra nativa, bem como algumas sátiras e histórias de heroísmo permitidas pelos ditames políticos de sua época e lugar. 

## Outras fontes
- Левченко М. Интертекстуальность романа в стихах Ильи Сельвинского «Пушторг» (Байрон — Пушкин — Маяковский) // Русская филология. 10. Сборник трудов молодых филологов. Тарту, 1998.
- Резник О. Жизнь в поэзии. Творчество Ильи Сельвинского, 2 изд. М., 1972.
- Русские советские писатели. Поэты: Биобиблиогр. указ. / Гос. публ. б-ка им. М. Е. Салтыкова-Щедрина; [Редкол.: О. Д. Голубева (пред.) и др.]. — Вып. 23: И. Сельвинский — Я. Смеляков / [Сост.: Д. Б. Азиатцев и др.]. — М.: Книга, 2000. — 575 с. ISBN 5-8192-0048-9